# Георгіївська стрічка
Гео́ргіївська стрі́чка (рос. Георгиевская лента) — двоколірна стрічка у вигляді смужки з трьома чорними і двома жовтими смугами. Геральдичний елемент, що використовувався в системі державних нагород Російської імперії у другій половині XVIII — початку XX століть. Орденська стрічка, атрибут вищої військової нагороди Російської імперії — ордена святого Георгія.
В Україні георгіївська та радянська гвардійська стрічки стали символом російської агресії та російського світу і заборонена з 15 червня 2017 року.

## Історичні аспекти

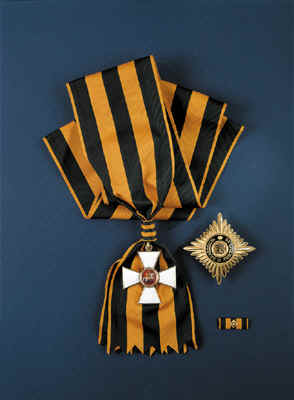
Орден Святого Георгія I ступеня (РФ) з орденською стрічкою і колодкою

Після 1917 року «георгіївські» відзнаки припинили офіційне існування, надалі стрічка до них використовувалась у відзнаках в білогвардійському русі та в російських підрозділах Вермахту під час Другої світової війни. Вважається також, що вона стала прототипом радянських нагород — ордена Слави і медалі «За перемогу над Німеччиною», а також гвардійської стрічки.
8 серпня 2000 року орден Святого Георгія, елементом якого є стрічка, відновлений як вища військова нагорода Російської Федерації.
Як окремий символ отримала відомість у 2005—2007 роках, в ході започаткованої в Росії державним інформаційним агентством «Новости» і РООСПМ «Студентська громада» акції «Георгіївська стрічка» з поширення серед населення в День Перемоги невеликих відрізків стрічок, за формою і кольором подібних до георгіївської стрічки. Метою акції були задекларовані «створення символу свята Перемоги», «вираз поваги до ветеранів, данина пам'яті полеглим на полі бою, вдячність людям, які віддали все для фронту». Через явну підміну понять і відверту пропагандистську спрямованість акції, стрічка стала сприйматися як знак належності до російського імперського простору. Серед скептиків, за схожість з забарвленням відомого сільськогосподарського шкідника, стрічка отримала пейоративну назву «колорадська». Автором такого терміну називає себе російський, а також в минулому радянський репортер та телеведучий Олександр Невзоров.
З 2014 року георгіївська стрічка стала символом сепаратизму та російської агресії проти України. Заборонена в Україні як атрибут російської імперської пропаганди: 16 травня 2017 року Верховна Рада України схвалила проєкт закону про заборону публічного використання, демонстрацію або носіння георгіївської стрічки в Україні, 12 червня закон був підписаний Президентом України.

## Зовнішній вигляд стрічки
Сучасна «георгіївська стрічка» за зовнішнім виглядом є аналогом орденської стрічки ордена святого Георгія (за статутом 1913 року) і радянського ордена Слави III ступеня. Являє собою ткану стрічку шириною 35 мм і довжиною 500 мм з поздовжніми смугами помаранчевого і чорного кольорів у такій послідовності: 1 мм — помаранчева, 6,6 мм — чорна, 6,6 мм — помаранчева, 6,6 мм — чорна, 6,6 мм — помаранчева, 6,6 мм — чорна, 1 мм — помаранчева. Внутрішні смуги мають однакову ширину, крайні смуги також мають однакову ширину.
Жакардові стрічки як правило виготовлені з тканого полотна репсового плетіння. Колір смуг стрічки відповідає вимогам російського стандарту ОСТ 17-149-87 на стрічки до орденів і медалей 2.1.3. Розповсюджуются також так звані «офісні» стрічки — стрічка, ззовні схожа на георгіївську, шириною 20-70 см для прикраси офісів, вітрин, фасадів, шкіл. Широка «георгіївська стрічка» друкується в Москві сублімаційним друком на прапорному шовку. За аналогічною технологією виготовляються «георгіївські прапори» — стилізовані під георгіївську стрічку полотнища розміром 90×135 см.

## Трактування символіки
Лінійка «Георгіївських» державних нагород в Російській імперії була запроваджена для відзначення військових за заслуги на полі бою на честь святого Георгія — християнського воїна-мученика, патрона візантійських імператорів.

Білий прапор з червоним хрестом — символ святого Георгія (Юрія)

Герб німецької землі Саксонія-Ангальт

Традиційними геральдичними кольорами Святого Георгія, визнаними у християнському світі, є червоний і білий. Червоний хрест — символ воїна Христа, солдата християнської віри. Білий — символ монаршої влади. Менш відомим символом Георгія є чорно-жовто-чорно-жовто-чорна стрічка: за легендою за віру Христову Георгій був страчений за наказом язичника-імператора Діоклетіана. Страчували Георгія тричі, але двічі він воскресав чудесним чином, при цьому два рази стратили його, «завдавши рани численні і глибокі», а втретє відсікли голову. Саме про це оповідають кольори стрічки — чорний колір позначає смерть героя (тричі), а жовтий (золотий) — чудесне воскресіння (двічі). Згідно з одним із трактувань георгіївська стрічка — символ непорушності віри.
Більш поширені інші, світські, трактування кольорів стрічки. Найпоширеніше з них: чорний колір означає дим, помаранчевий (жовтий) — вогонь. Зокрема таке бачення геральдичного значення стрічки приписують засновниці ордена святого Георгія російській імператриці Катерині II. У 1833 році граф Літта писав, що за словами Катерини II, кольори стрічки поєднують кольори пороху і полум'я. Однак є й думка, що чорний і жовтий кольори лише відтворюють кольори імперського герба — чорний двоголовий орел на золотому фоні і, відповідно, чорно-жовто-білого гербового прапора Російської імперії. Такого трактування дотримуються послідовники російського геральдиста Сергія Андоленка. Однак ці трактування не дають пояснення чергуванню кольорів і кількості смужок на стрічці.
Чорно-жовта стрічка є елементом прапора й герба німецьких земель Саксонії та Саксонії-Ангальт. Саме ця символіка використовувалась і на гербі князівства Ангальт-Цербстського, з якого походить Катерина II.
Сучасне (з 2005 року) трактування значення стрічки «Я пам'ятаю! Я пишаюся!» і твердження що «три чорні смуги на помаранчевому фоні» позначають «Три Великі Перемоги» є неправильним як з історичної, так і з геральдичної точок зору і є лише повторенням одного з гасел популярної пропагандистської кампанії.

## Історія використання

### У Російській імперії

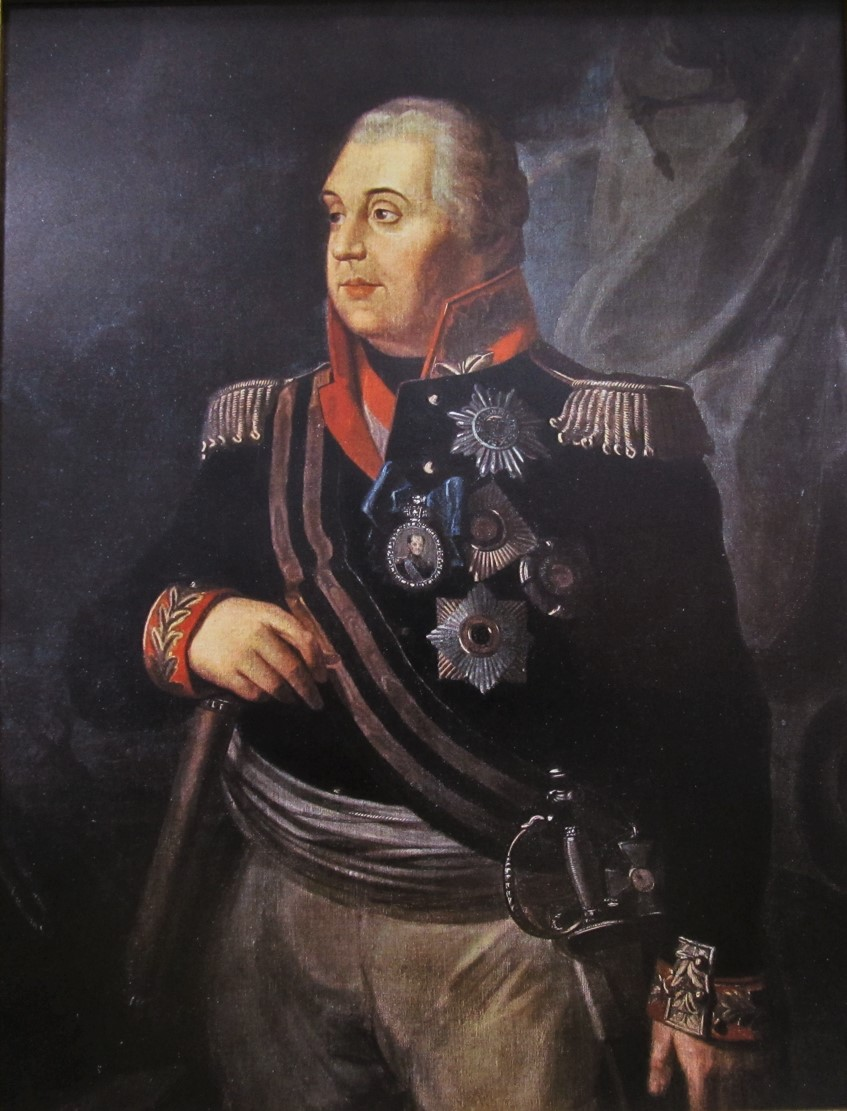
Кавалер ордена Св. Георгія граф Голенишев-Кутузов з георгіївською стрічкою через плече

Георгіївська стрічка чорного і жовтого (в пізніших варіаціях — помаранчевого) кольорів запроваджена під час російсько-турецької війни 1768—1774 років, 26 листопада (7 грудня) 1769 року, за указом російської імператриці Катерини ІІ як елемент ордена Святого Георгія. Орден призначався для «заохочення вірності, хоробрості і розсудливості на благо Російської імперії, проявлені в мужніх вчинках або мудрих радах». Стрічка доповнювала орден у вигляді білий рівносторонній хрест або чотирикінцеву золоту зірку з девізом: «За службу і хоробрість». Нагорода носилася залежно від класу кавалера: або в петлиці, або на шиї, або через праве плече. Орденський статут 1769 містив такий опис стрічки:
|  | Стрічка шовкова при трьох чорних і двох жовтих смугах.Оригінальний текст (рос.) Лента шёлковая о трёх чёрных и двух жёлтых полосах. |

Однак на практиці вже спочатку використовувався не стільки жовтий, скільки помаранчевий колір (з геральдичної точки зору і помаранчевий, і жовтий — лише варіанти відображення золотого). Статут 1913 року вже свідчив:
|  | Стрічка при трьох чорних і двох помаранчевих смугах, що носиться через плече.Оригінальний текст (рос.) Лента о трёх чёрных и двух оранжевых полосах, носимая через правое плечо. |

Пізніше георгіївська стрічка використовувалася також в оформленні низки інших «георгіївських» військових нагород імперії — золотої зброї «За хоробрість», Георгіївського хреста й Георгіївської медалі.

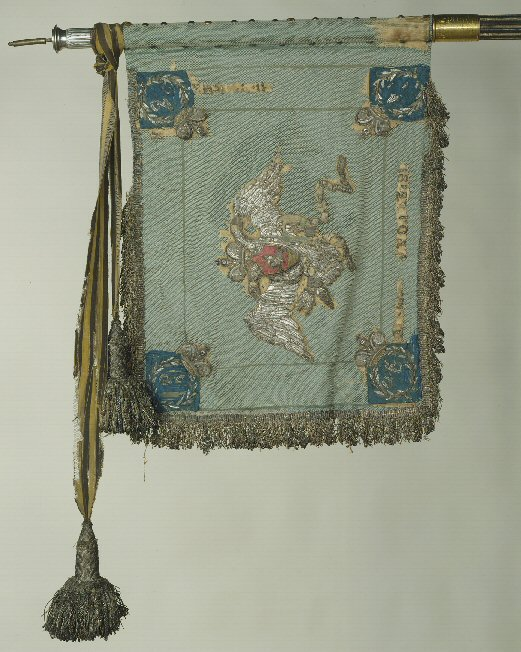
Георгіївський штандарт з георгіївською стрічкою лейб-гвардії кірасирського полку

У деяких випадках Георгіївська стрічка використовувалася як аналог відповідної нагороди — ордена Святого Георгія, відзнаки Військового ордена і Георгіївського хреста. У тих випадках, коли кавалери відзнаки Військового ордена не могли отримати сам знак (наприклад, під час оборони Севастополя в 1854—1855 рр.), вони носили на однострої тільки стрічку. У роки Першої світової війни георгіївські кавалери також носили георгіївську стрічку в зимовий час поверх борта шинелі.
Георгіївська стрічка набула статусу самостійної нагороди лише один раз: у 1914 році за заслуги у проведенні мобілізації генерал-лейтенант Лукомський був нагороджений Георгіївською стрічкою до ордена святого Володимира 4-го ступеня. Таким чином, він став власником унікальної нагороди — ордена Святого Володимира на Георгіївській стрічці. Нагороду жартівливо називали «Володимир Георгійович».
З початку XIX століття георгіївська стрічка вживалася також як аксесуар знамен і штандартів частин російської армії. 1806 року в російській армії були введені нагородні Георгіївські прапори. На верхівці прапора містився Георгіївський хрест, а під ним пов'язували чорно-золота георгіївська стрічка шириною в один вершок (близько 4,44 см). Після 1878 року стрічка стала називатися «вузькою георгіївською стрічкою» або просто «георгіївською стрічкою». «Широкі георгіївські стрічки» з'явились як аксесуар бойових прапорів 1878 року. Вони були встановлені указом від 11 квітня та наказом по військовому відомству від 31 жовтня 1878, для полків, «які мають вже всі встановлені в нагороду за військові подвиги відзнаки». При нагородженні стрічка ставала невіддільною частиною прапора (штандарта) і з нього в жодному разі не знімалася. Стрічка мала ширину два з 2/8 вершка і довжину два аршини і два вершки. Широкі георгіївські стрічки на прапори отримали тільки два полки — Нижегородський і Сіверський драгунські.
26 листопада 1916 року в Росії на державному рівні востаннє відсвяткували проголошений у 1769 році День Георгіївських кавалерів: у жовтні 1917 року до влади в Росії прийшли більшовики і російській Георгіївській славі прийшов сумний кінець.

### У Білому русі та російськими фашистськими і націоналістичними організаціями

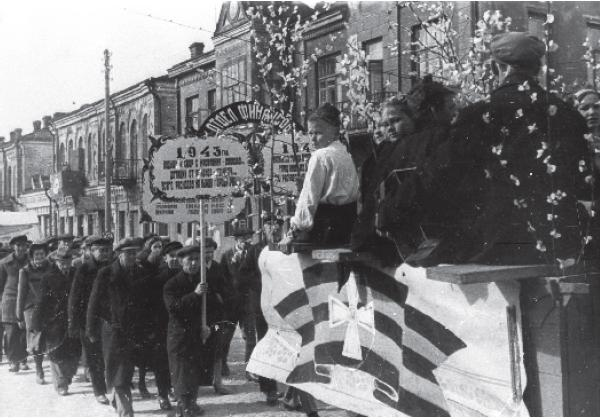
Члени Союзу Російської Молоді в Бобруйську (1943)

Після Жовтневого перевороту 1917 року в Росії та скасування більшовиками старої нагородної системи, георгіївська стрічка продовжувала використовуватися в нагородних системах білого руху, як символ неподільної Росії та російської військової слави. Зокрема, була присутня на нагородах Добровольчої армії — знаках «За Льодовий похід» і «За великий Сибірський похід». Георгіївські кольори (георгіївські банти, шеврони, стрічки на головних уборах і прапорах) використовувалися в різних білих формуваннях, особливо ж учасниками Ярославського повстання. Отаман Анненков наприкінці 1918 року «дав право носіння георгіївської стрічки» ветеранам свого загону «для відмінності від новобранців».
Після поразки білого руху і встановлення в Росії більшовицького режиму використовувалася російськими націоналістичними і фашистськими організаціями 1920 — 1930-х років в еміграції. Стрічка ордена Святого Георгія використовувалася в символіці російських емігрантських організацій, таких як Російська фашистська партія, Російська загально-військова спілка. Символом створеного у 1944 році в Бобруйську колабораціоністського «Союзу боротьби проти більшовизму» був георгіївський прапор з вишитим сріблом Георгіївським хрестом посередині, керівники організації носили на рукавах пов'язки георгіївських кольорів.
Під час Другої світової війни вживалася російськими парамілітарними організаціями, що підтримували нацистську Німеччину у боротьбі проти Радянського Союзу. Зокрема, була присутня серед нагород вояків Російської Визвольної Армії, Комітету визволення народів Росії та Козачого Стану. Бійці Російського корпусу, що діяли проти югославських партизанів, нагороджувалися Георгіївськими хрестами.

### «Гвардійська стрічка»— радянський аналог

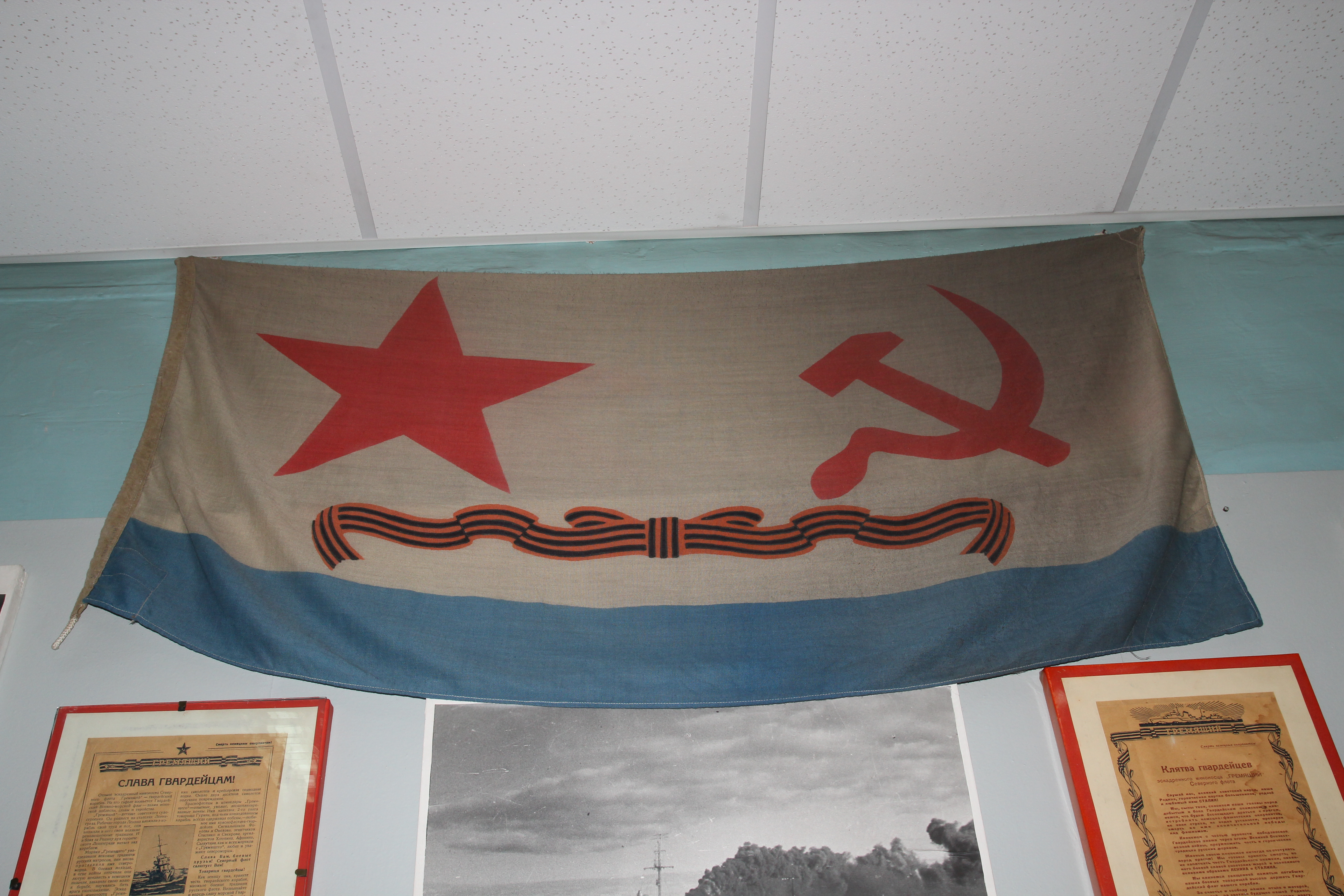
Гвардійська стрічка на військово-морському прапорі есмінця «Гремящий» (СРСР)

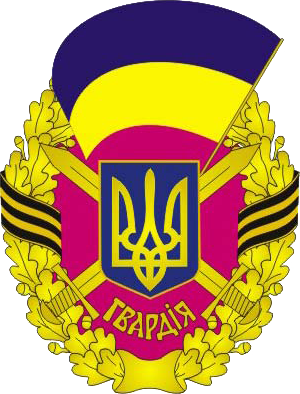
Нагрудний знак «Гвардія».

Георгіївська стрічка в системі нагород СРСР до 1943 року не використовувалася, оскільки вважалася ворожим символом колишньої імперії.
Після введення 18 вересня 1941 в Радянській армії почесного звання «гвардійська», «гвардійський» для частин і з'єднань, «за мужність і героїзм їх особового складу який вони проявили при захисті Вітчизни» були введені спеціальні нагрудні знаки «Гвардія». При цьому, у Військово-морському флоті гвардійський знак являв собою пластину, обтягнуту чорно-помаранчевою стрічкою, ззовні подібною до георгіївської стрічки, також стрічка використовувалася на безкозирках матросів. Нарком ВМФ адмірал М. Г. Кузнєцов своїм наказом № 142 від 10 червня 1942 затвердив ці відзнаки.
Пізніше, зображення стрічки помаранчевого кольору з нанесеними на неї трьома поздовжніми чорними смугами, яка отримала назву «гвардійська стрічка», стали розміщувати на прапорах гвардійських об'єднань, з'єднань і частин (кораблів).
З 1943 року, з метою підняття російського патріотизму в ході німецько-радянської війни, гвардійська стрічка була інкорпорована до радянського Ордена Слави. 1945 року гвардійська стрічка використана в колодці радянській медалі «За перемогу над Німеччиною у Великій Вітчизняній війні 1941—1945 рр.».
Частина авторів стверджує, що радянська «гвардійська стрічка» не має жодного стосунку до «георгіївської стрічки» як монархічного символу Російської імперії, а є самостійним атрибутом, що символізує небачену відданість радянської гвардії, про яку заведено говорити «Гвардія вмирає, але не здається». Інші, переважно сучасні офіційні російські джерела, стверджують, що «гвардійська стрічка» в СРСР була заснована в продовження традицій георгіївської стрічки. Однак, більшість дослідників сходяться на думці, що поява «георгіївської стрічки» пов'язана переважно з процесом реставрації в РСЧА «імперських» символів, коли у 1943 році в армію повернулися погони і колишні військові звання.
Медаль «За перемогу над Німеччиною у Великій Вітчизняній війні», на лицьовій стороні якої був розміщений профільний погрудний портрет Сталіна, а колодка являла собою обтягнуту шовковою муаровою стрічкою з п'ятьма подовжніми смужками рівної ширини чорного і помаранчевого кольору стала однією з наймасовіших — нею було нагороджено понад 15 мільйонів осіб. Колірне поєднання чорного і помаранчевого, що добре запам'ятовується, стало в СРСР «колірним кодом» німецько-радянської війни. Його використовували в ювілейних медалях і значках, для оформлення листівок, буклетів, книг та інших графічних матеріалів, присвячених німецько-радянській війні.

### У РФ після 2000 року
8 серпня 2000 року в Російській Федерації орден Святого Георгія відновлений як вища військова нагорода Росії. Відновлений орден Святого Георгія має ті ж зовнішні ознаки, що й царський військовий орден Святого Великомученика і Побідоносця Георгія. Стрічка ордена шовкова, муарова, з рівношироких трьох чорних і двох помаранчевих смуг, що чергуються — копія імператорської «георгіївської стрічки». А 2007 року було відроджено й День Георгіївських кавалерів — «День Героїв Вітчизни», який вперше був відзначений 9 грудня 2007 року. 25 січня 2007, за день до розгляду законопроєкту, спікер Державної думи РФ і голова Вищої ради партії «Єдина Росія» Борис Гризлов в інтерв'ю журналістам пояснив, що «йдеться про відновлення існуючого в дореволюційній Росії свята — Дня георгіївських кавалерів, який відзначався 9 грудня. Ця ж дата буде закріплена і за Днем героїв Вітчизни, які гідні мати своє свято». Хоча серед георгіївських кавалерів — фінський барон Маннергейм, начальник Головного управління козачих військ Імперського міністерства східних окупованих територій нацистської Німеччини отаман Всевеликого Війська Донського генерал Краснов, бійці російських військових формувань, що воювали у Другій світовій війні на боці вермахту.

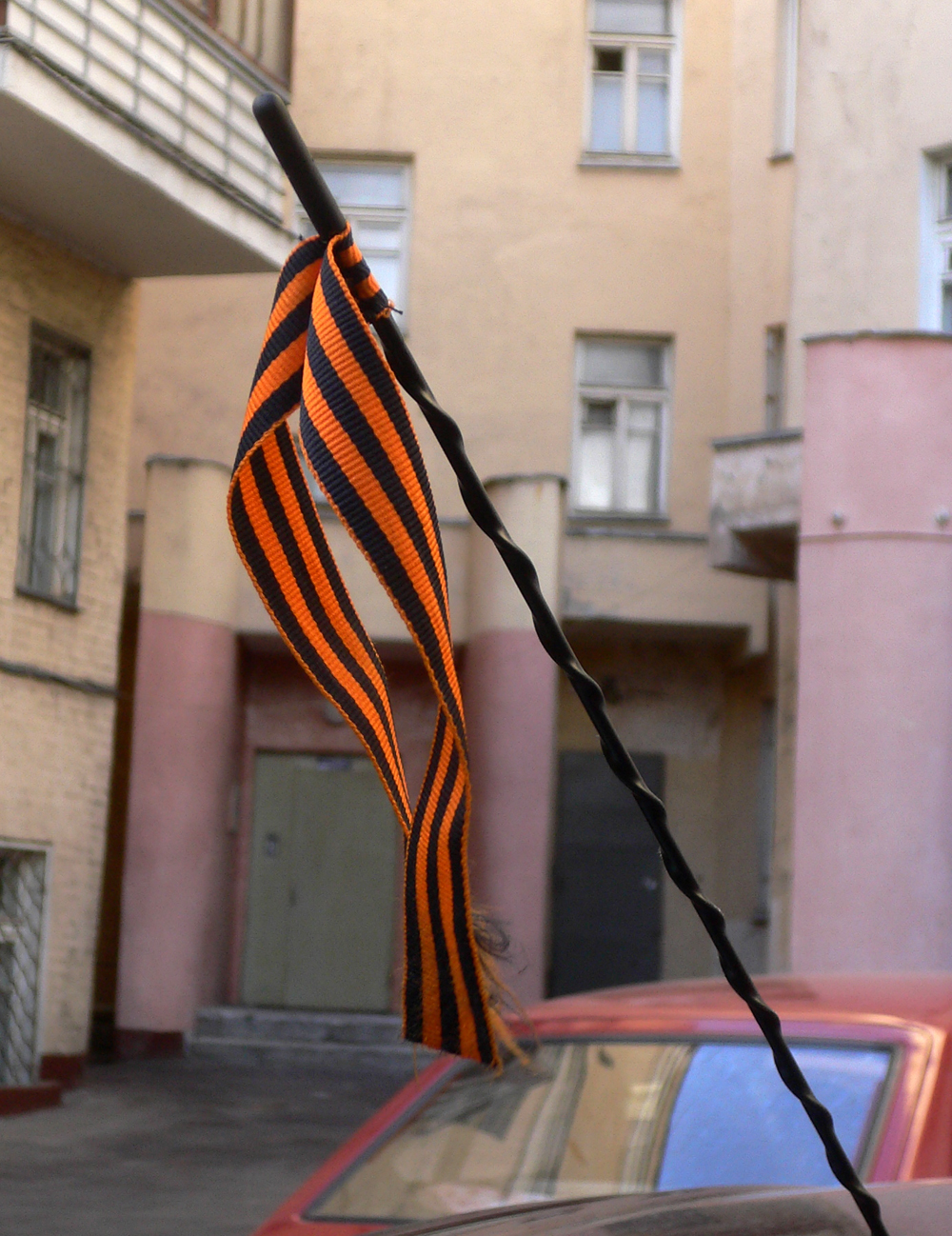
«Георгіївська стрічка» на антені авто у Москві, травень 2008

Вважається, що можливо популярність «народного символу Великої Вітчизняної війни» — гвардійської стрічки, стала причиною того, що через шістдесят років після завершення війни символ військової звитяги перетворився на пропагандистський проєкт.
2005 року Російське агентство міжнародної інформації «РИА Новости» під безпосереднім патронатом уряду Росії започаткувало громадську акцію «Георгіївська стрічка» з роздачі символічних стрічок, присвячену Дню Перемоги у німецько-радянській війні. На базі медіахолдингу було створено організації «Наша Перемога. День за днем» і РООСПМ «Студентська громада», на які покладалася безкоштовна роздача в ході акції усім охочим стрічок, що символізують історичну «Георгіївську стрічку». Цей символ став невіднятним атрибутом урочистих заходів у дні святкування Перемоги над фашизмом, традиційних зустрічей з ветеранами, військових парадів, святкових гулянь в містах Російської Федерації. Масштаби акції мають досить великий як територіальний, так і фінансово-матеріальний характер. У 2005 році було поширено 800 тисяч. стрічок, в 2006 році — 1,2 млн, а вже у 2007 році — близько 10 млн стрічок в понад 30 країнах світу. За перші чотири роки проведення акції було розповсюджено понад 45 мільйонів стрічок в усьому світі. Ідея виявилася настільки успішною, що чорно-помаранчеві біколори стали масово з'являтися на лацканах одягу, антенах автомобілів, сумках, пляшках з горілкою та іншій атрибутиці по всій Росії, а потім і в країнах СНД. Крім того, на «георгіївській» символіці почали активно заробляти і робити рекламу. Такі факти, на думку ветеранів, нічим не відрізняються від банального осквернення символів історії та пам'яті полеглих. За опитуванням 2015 року, проведеним у Владивостоку, 56 % мешканців не бачать нічого страшного в продажі Георгіївських стрічок, 44 % — засуджують це.
Загалом, акцію «Георгіївська стрічка» підтримує переважна більшість росіян. За опитуваннями останніх років це від 70 % до 94 % населення.

## В сучасному світі

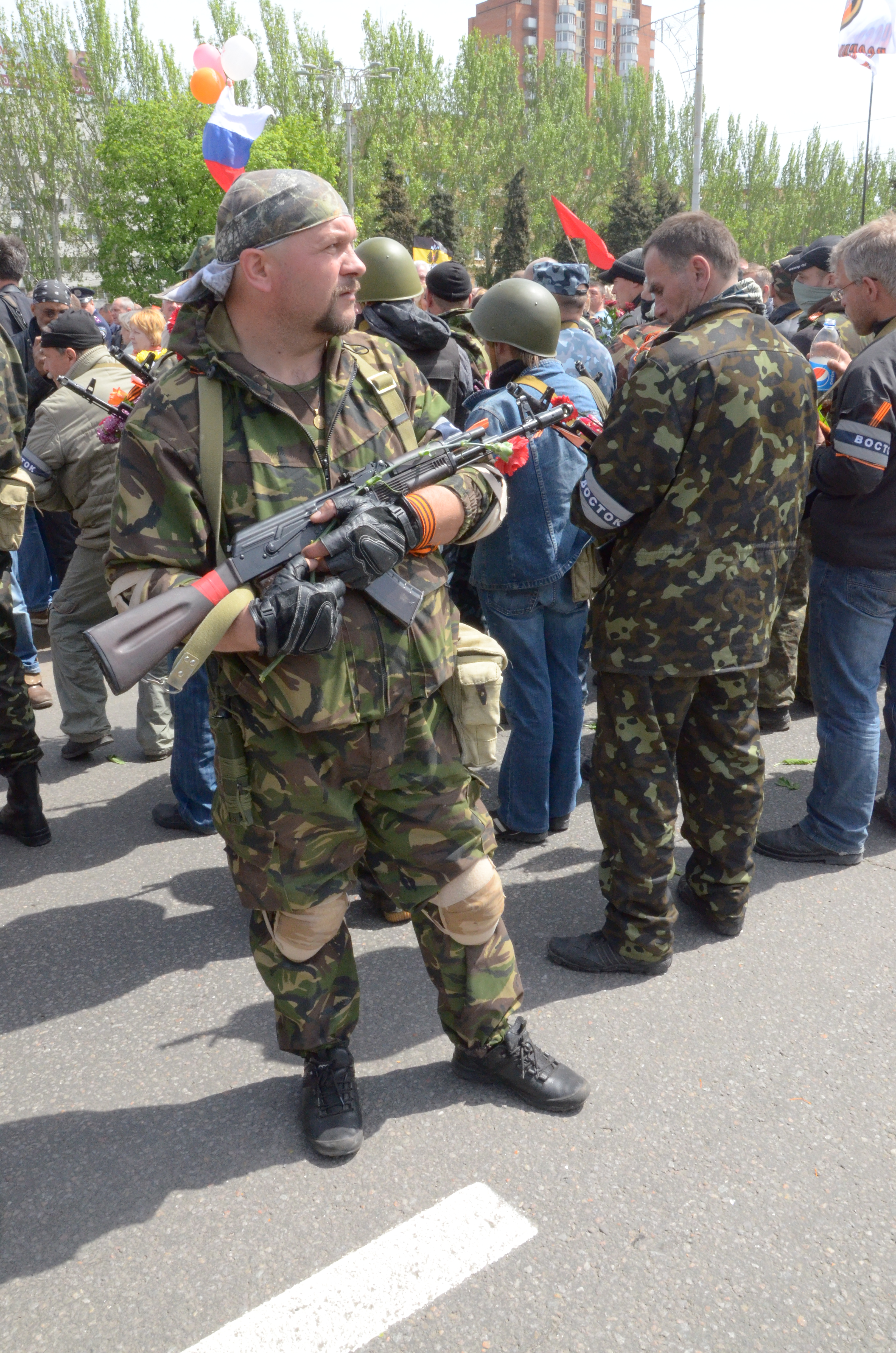
Стрічка як елемент уніформи російських бойовиків на Донбасі

На момент запуску акції «Георгіївська стрічка» стрічка, згідно з формулюванням організаторів, називалася «гвардійською стрічкою» і символізувала «гордість за Перемогу Росії у Другій Світовій війні». Але по ходу акції російські засоби масової інформації радянську «гвардійську стрічку» стали називати «георгіївською», підміняючи при цьому поняття. Смисл «георгіївської стрічки» як символу пам'яті про війну поступово поступився місцем смислу символу російської експансії. Аналітики констатують що, стрічка ордена Святого Георгія, стала використовуватися з метою спекуляції на почуттях громадян, сім'ї кожного з яких перенесли на собі всі жахи війни. Організатори досягли популяризації чергової глобальної ідеї «відродження Москви — Третього Риму». Символ «Гвардії Кремля» став надпопулярним в усіх радикальних російських організаціях, як лівого, так і правого крила. Саме ця стрічка стала одним з атрибутів сепаратистів в Криму і на сході України, які начепили її без асоціацій з Днем Перемоги, але для ідентифікації себе як прихильників «російського світу».
З 2008 року стрічку використовують проросійські організації за межами Росії як символ російської мілітаристичної могутності, слави імперії та радянського минулого. З 2014 року стрічка використовувалась «силами самооборони Криму» та проросійськими сепаратистами на території України і стала символом сепаратизму в Україні.

### Заборона в Україні
12 червня 2017 року Президент України підписав відповідний Закон України про офіційну заборону використання на території України георгіївської стрічки. Закон набрав чинності з 15 червня 2017 року, після оприлюднення у газеті Верховної Ради «Голос України». Згідно з цим законом публічне використання стрічки чи її зображення обкладається штрафом від п'ятдесяти до ста п'ятдесяти неоподатковуваних мінімумів доходів громадян з конфіскацією стрічки.

### Латвія
2021 року Сейм Латвії прийняв закон у третьому читанні, який забороняє носіння «георгіївської стрічки» на публічних заходах, святах, ходах і пікетах.

### Литва
2022 року Сейм Литовської Республіки заборонив стрічку.

### Молдова
2014 року Ліберальна партія, яка є частиною панівного в Молдові альянсу «За європейську інтеграцію» внесла законопроєкт про накладення штрафу за носіння георгіївських стрічок.
2022 року парламент Молдови заборонив стрічку.

### Білорусь
З 2015 року в Білорусі на День Перемоги використовують бутоньєрку з червоно-зелених стрічок — кольорів державного прапора Республіки Білорусь.

### Казахстан
У 2015 році в Казахстані створили свій варіант символу святкування Дня Перемоги: стрічку блакитного кольору з казахським національним орнаментом і зображенням Ордена Вітчизняної війни.

### Киргизстан
2015 року георгіївську стрічку замінили на кольори державного прапора — червоний і жовтий, хоча офіційної заборони на георгіївські стрічки в країні немає. В Киргизстані георгіївська стрічка вважається символом агресії Російської імперії проти киргизького населення в 1916 році. Тоді киргизи повстали проти масової мобілізації для тилових робіт — в заколоті загинули понад 600 осіб. Червоний колір нової стрічки уособлює доблесть, сміливість і перемогу, жовтий — мир і спокій. Офіційної назви у неї немає, але влада називає її «стрічкою Перемоги».

## Цікаві факти, курйози
- «Георгіївську» чорно-помаранчево-чорно-помаранчево-чорну кольорову гаму мала колодка фінської нагороди «Kunnia Isänmaa» за участь у Зимовій війні проти СРСР 1939—1940 років. Ініціатором ідеї був головнокомандувач Фінської армії Карл Густав Маннергейм, сам георгіївський кавалер. Кольори стали фінським символом опору радянської окупації[1][60][61].
- У квітні-травні 2014 року, після окупації Криму Росією, в Севастополі та інших містах поряд з чорно-помаранчево-чорно-помаранчево-чорними «георгіївськими» стрічками масово роздавались аналогічні стрічки блакитно-біло-блакитно-біло-блакитної кольорової гами. Їх називали «морськими георгіївськими» або «андріївськими». Насправді ніякого стосунку до орденської стрічки Андрія Первозванного, яка мала блакитний колір муарового візерунку, ці стрічки не мають[62].

## Галерея

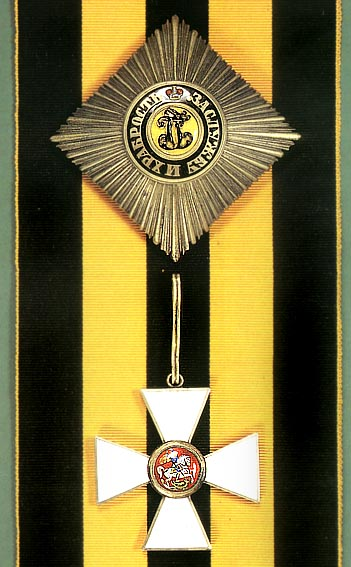
Орден святого Георгія (Російська імперія)
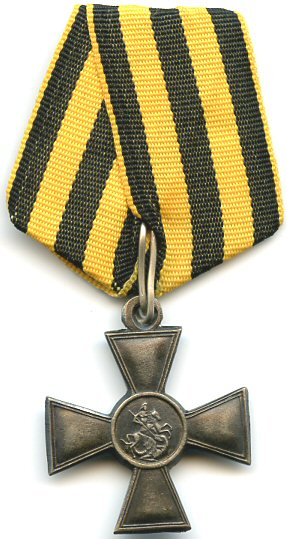
Георгіївський хрест (Російська імперія)
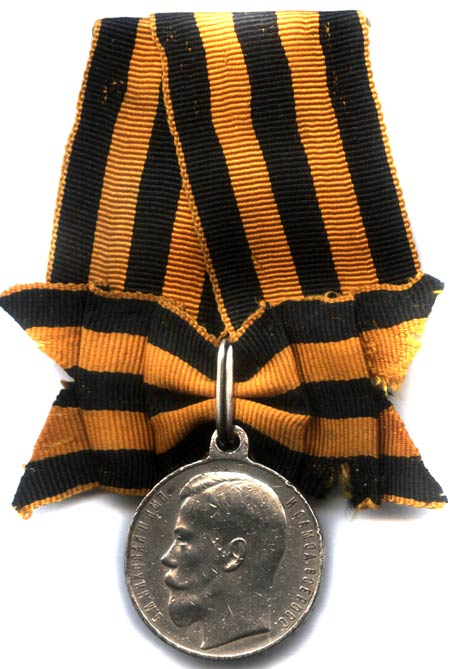
Георгіївська медаль (Російська імперія)
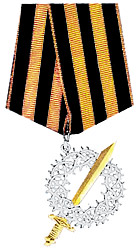
Знак «За Великий Сибірський похід» (Біла армія)
Орден Святого Георгія Особливого маньчжурського загону Г. Семенова (Біла армія)
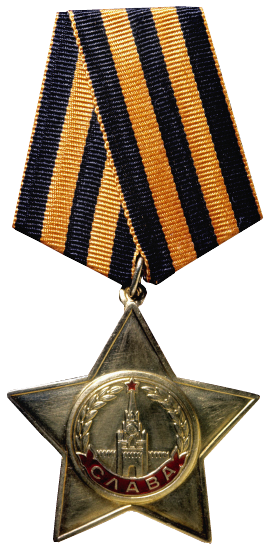
Орден Слави (СРСР)
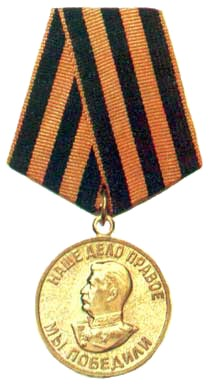
Медаль «За перемогу над Німеччиною» (СРСР)
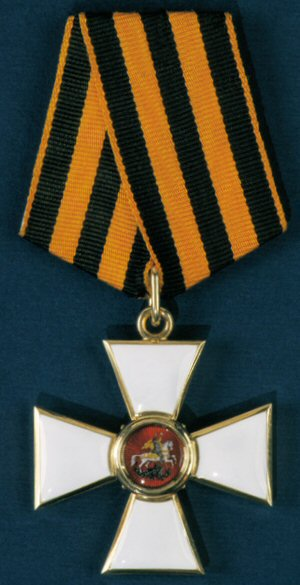
Орден святого Георгія (РФ)